# Sozialgericht Schwerin

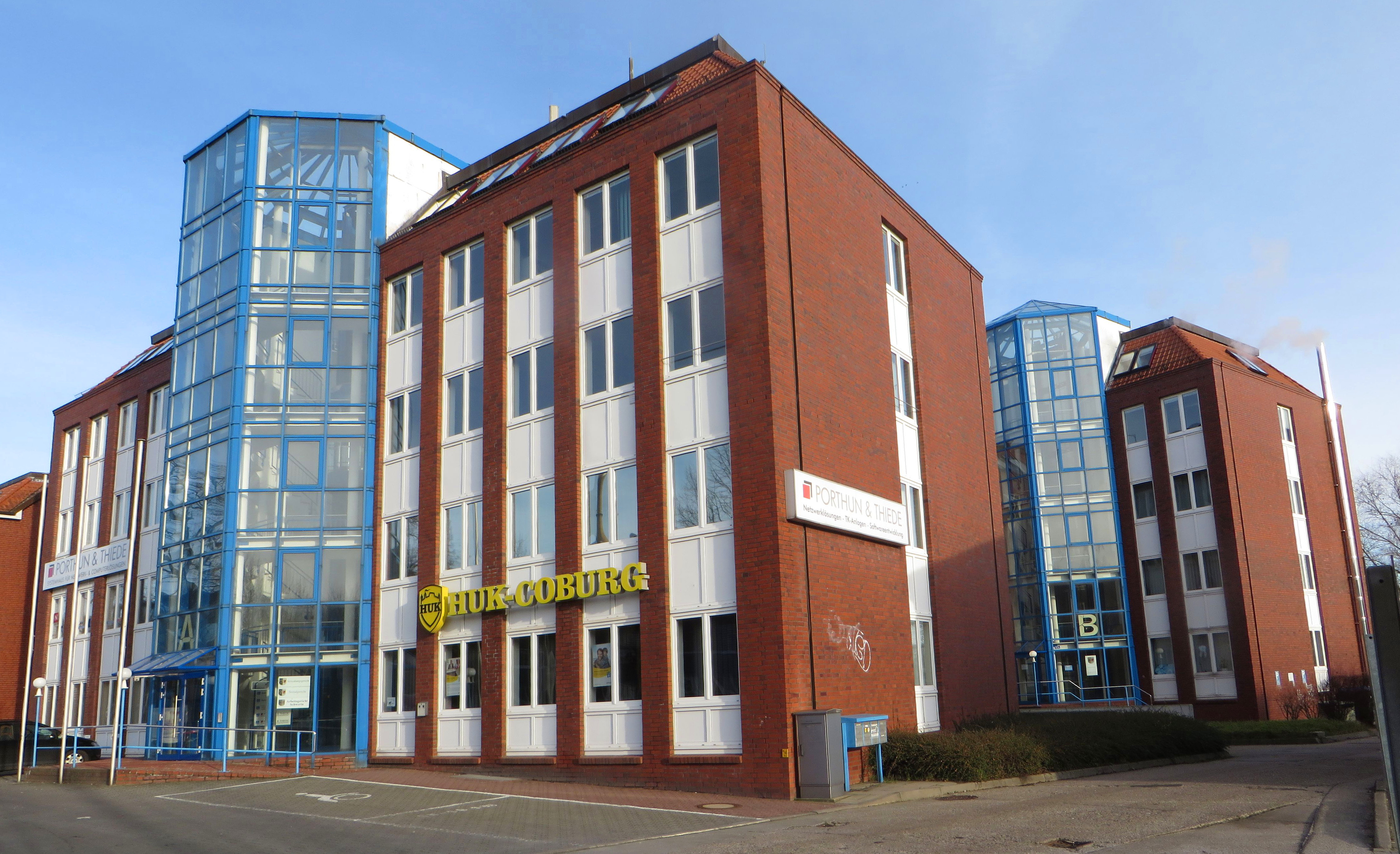
Gemeinsames Gebäude des Arbeits-, Sozial- und Verwaltungsgerichts Schwerin

Das Sozialgericht Schwerin ist ein Gericht der Sozialgerichtsbarkeit des Landes Mecklenburg-Vorpommern.

## Gerichtssitz und -bezirk
Das Sozialgericht hat seinen Sitz in der Landeshauptstadt Schwerin.
Der Gerichtsbezirk umfasst das Gebiet der Landkreise Nordwestmecklenburg und Ludwigslust-Parchim sowie der kreisfreien Stadt Schwerin.
In bestimmten Angelegenheiten des Vertragsarztrechts ist das Gericht zuständig für den Bezirk des Landessozialgerichts und damit für ganz Mecklenburg-Vorpommern.

## Gebäude
Das Gericht befindet sich unter der Anschrift Wismarsche Straße 323a. Im selben Gebäude sind auch das Arbeitsgericht Schwerin und das Verwaltungsgericht Schwerin untergebracht.

## Übergeordnete Gerichte
Dem Sozialgericht Schwerin ist das Landessozialgericht Mecklenburg-Vorpommern mit Sitz in Neustrelitz übergeordnet. Dieses ist dem Bundessozialgericht in Kassel nachgeordnet.